# 伊万里市立波多津小学校
伊万里市立波多津小学校（いまりしりつはたつしょうがっこう）は佐賀県伊万里市波多津町筒井にある市立の小学校。

## 概要

### 歴史
2017年（平成29年）に波多津地区にあった以下の2校が統合して開校した。2022年（令和4年）には創立5周年を迎える。
- 伊万里市立波多津小学校（旧）
- 伊万里市立波多津東小学校

現・波多津小学校の校地・校舎は、旧・波多津東小学校のものが使用されている。

### 校訓
「光る!」

### 校章
波と三岳を図案化したもの（旧・波多津小と旧・波多津東小の校章を組み合わせたもの）にして、中央に校名の「波小」の文字（縦書き）を配している。

### 通学区域
住所表記で伊万里市の後に「木場、筒井、井野尾、田代、板木、津留、主屋、中山、畑津、内野、煤屋（すすや）、馬蛤潟（まてがた）、辻、浦」が続く地域。

## 沿革
旧・波多津小学校
- 1875年（明治8年）9月 - 畑津[2]村に「佐賀県第三六大区八小区 公立三岳[3]小学校」が創立。下等科を設置し、教授を開始。
- 1886年（明治19年）4月 - 小学校令の施行により、尋常科（4年制）を設置の上、「尋常三岳小学校」に改称。
  - 大平小学校（波多津東小学校の前身）を統合し、板木分教場・筒井分教場の2分教場を設置[4]。
- 1889年（明治22年）4月 - 町村制施行により、大岳村立の小学校となる。
- 1892年（明治25年）4月 - 「三岳尋常小学校」に改称。板木・筒井分教場が分離の上、大平尋常小学校として独立。
- 1884年（明治27年）- 校区改定により、大平尋常小学校から筒井分教場が移管される。
- 1889年（明治32年）4月 - 「波多津尋常小学校」に改称。
- 1901年（明治34年）
  - 2月 - 大岳村が波多津村に名称を変更。
  - 4月 - 高等科を併置の上、「波多津尋常高等小学校」に改称。
- 1907年（明治40年）- 小学校令改正により、義務教育年限（尋常科の修業年限）が4年から6年に延長される。
- 1915年（大正4年）5月 - 筒井分教場新校舎が完成。
- 1941年（昭和16年）4月1日 - 国民学校令の施行により、「波多津村第一国民学校」に改称。尋常科を初等科に改める。
- 1947年（昭和22年）4月1日 - 学制改革（六・三制）の実施により、国民学校初等科が「波多津村立第一小学校」に改組・改称。
  - 国民学校高等科は青年学校普通科と統合され、新制中学校「波多津村立波多津中学校」に改組された。
- 1950年（昭和25年）4月1日 - 「波多津村立波多津小学校」に改称。校旗を制定。
- 1954年（昭和29年）4月1日 - 町村合併により、伊万里市が市制施行。これにより「伊万里市立波多津小学校」に改称。
- 1956年（昭和31年）
  - 4月1日 - 筒井分校が分離の上、大平小学校と統合し、伊万里市立波多津東小学校となる。
  - この年 - 新校舎建設第一期工事を実施。
- 1957年（昭和32年）5月 - 講堂が完成。
- 1973年（昭和48年）
  - 8月 - プールが完成。
  - この年 - 校訓を制定。
- 1975年（昭和50年）12月 - 創立開校100周年記念式典を挙行。
- 1983年（昭和58年）2月 - 体育館が完成。
- 1986年（昭和61年）11月 - 一輪車専用コースが完成。
- 1887年（昭和62年）5月 - 一輪車運動会を開始。
- 2000年（平成12年）4月1日 - 中学校統合により、伊万里市立青嶺中学校校区となる。

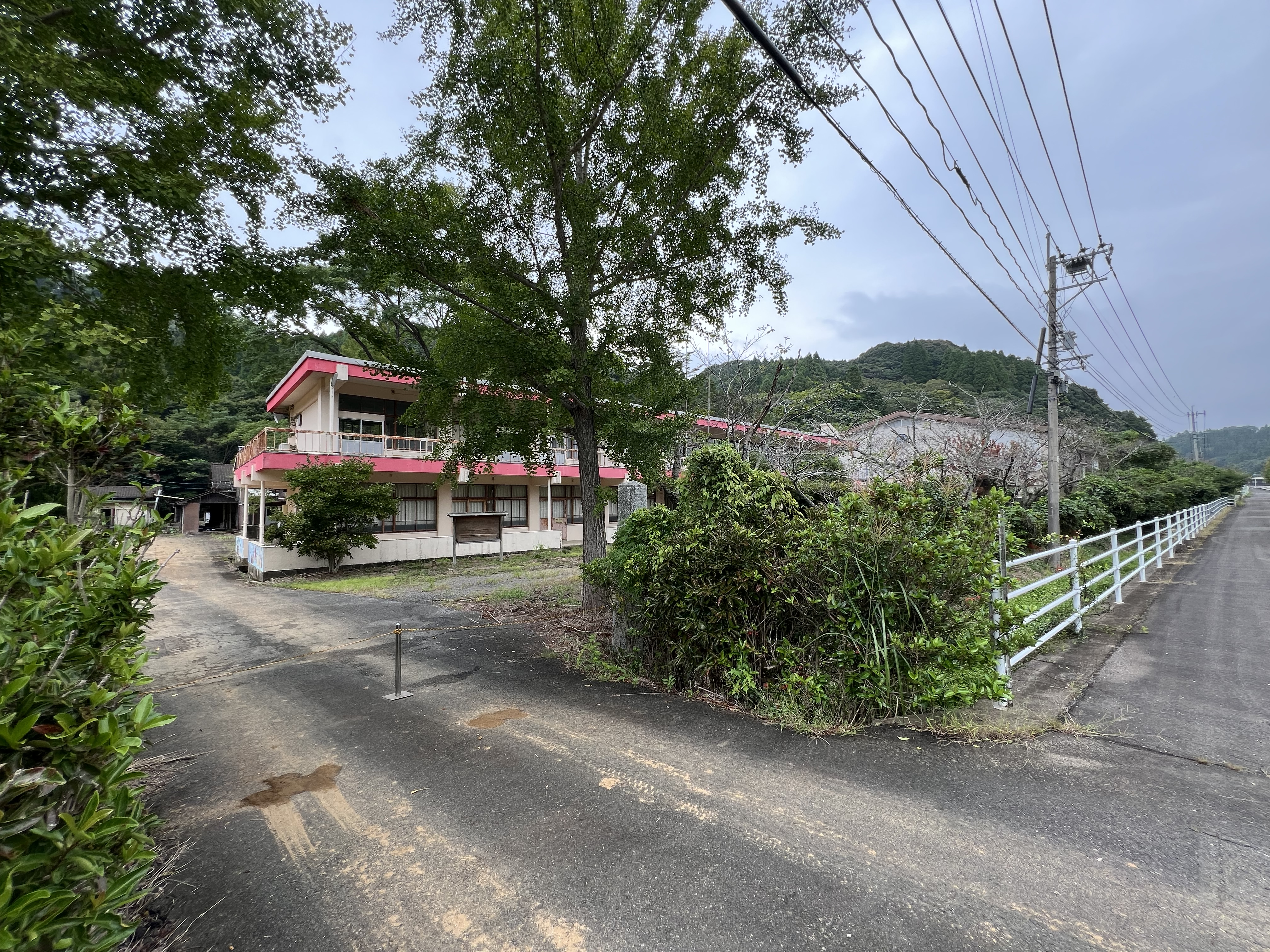
旧・波多津小学校跡

- 2017年（平成29年）3月31日 - 統合のため閉校。140年の歴史に幕を下ろす。
  - 最終所在地 - 伊万里市波多津町畑津763番地1
  - 校訓 - 「精いっぱい」
  - 校章 - 波を図案化したものを背景にして中央に「波小」の文字（縦書き）を置いている。
  - 校歌 - 作詞は中原勇夫、作曲は岡井隆一による。歌詞は3番まであり、各番に校名の「波多津小学校」が登場する。

旧・波多津東小学校
- 1875年（明治8年）9月 - 「佐賀県第三六大区八小区 公立大平小学校[5]」が創立。下等科（後に初等科）を設置し、教授を開始。
  - 八ヶ村（板木・中山・津留・主屋・筒井・井野尾・田代・木場）共同で運営。井野尾に校舎が完成。
- 1883年（明治16年）- 暴風雨のため校舎が破損。板木村の田島神社と筒井村の猿田彦神社を仮教場とする。
- 1885年（明治18年）- 板木・筒井の両村に校舎を建設し、板木校舎を本校、筒井校舎を分教場とする。
- 1886年（明治19年）4月 - 統合により「尋常三岳小学校 板木分教場・筒井分教場」となる。
- 1889年（明治22年）4月 - 町村制施行により、波多津村立の小学校となる。
- 1892年（明治25年）4月 - 三岳尋常小学校より分離し、「大平尋常小学校」として独立。板木校舎を本校とし、筒井校舎を分教場とする。
- 1884年（明治27年）- 校区改定により、筒井分教場を三岳尋常小学校へ移管。
- 1885年（明治28年）4月 - 板木に新校舎が完成し、移転を完了。
- 1901年（明治34年）4月 - 「波多津尋常小学校」に改称。
  - それまでの波多津尋常小学校に高等科が併置され、「波多津尋常高等小学校」に改称されたため。
- 1907年（明治40年）- 小学校令改正により、義務教育年限（尋常科の修業年限）が4年から6年に延長される。
- 1941年（昭和16年）4月1日 - 国民学校令の施行により、「波多津村第二国民学校」に改称。尋常科を初等科に改める。
- 1947年（昭和22年）4月1日 - 学制改革（六・三制）の実施により、「波多津村立第二小学校」に改組・改称。
- 1950年（昭和25年）4月1日 - 「波多津村立大平小学校」に改称。
- 1954年（昭和29年）4月1日 - 町村合併により、伊万里市が市制施行。これにより「伊万里市立大平小学校」に改称。
- 1955年（昭和30年）- 筒井字上古平に新校地敷地を造成。
- 1956年（昭和31年）
  - 3月 - 新校舎が完成。
  - 4月1日 - 波多津小学校から筒井地区が移管され、「伊万里市立波多津東小学校」となる（筒井分校が廃止される）。
- 1968年（昭和43年）9月 - 伊万里市立波多津東幼稚園を併設。
- 1973年（昭和48年）8月 - プールが完成。
- 1976年（昭和51年）2月 - 創立開校100周年・統合20周年記念式典を挙行。
- 1989年（平成元年）11月 - 一輪車練習コースが完成。
- 1998年（平成10年）- 新校舎・体育館が完成。旧校舎を解体。
- 2000年（平成12年）4月1日 - 中学校統合により、伊万里市立青嶺中学校校区となる。
- 2017年（平成29年）3月31日 - 統合のため閉校。なお、同時に隣接していた伊万里市立波多津東幼稚園も閉園した。
  - 跡地は現・波多津小学校の校地として使用されている。
  - 校訓 - 「心豊かにたくましく」
  - 校章 - 三岳を象徴する3つの三角形を背景にして、中央に校名の「波東」の文字（縦書き）を置いている。
  - 校歌 - 作詞は中原勇夫、作曲は川本久雄による。各番に校名の「波多津東小学」が登場する。

統合後 現・波多津小学校
- 2017年（平成29年）4月1日 - 旧・波多津東小学校の校地・校舎を継承し、新しい「伊万里市立波多津小学校」（現校名）が開校。
  - 旧波多津小学校区（波多津西部地区）の児童を対象にスクールバスの運行を開始。

## 主な進学先
中学校区は伊万里市立青嶺中学校。

## アクセス

### 最寄りのバス停留所
- 西肥自動車「井野尾」バス停留所

### 最寄りの幹線道路
- 国道204号

## 周辺
- JA伊万里波多津支所井野尾出張所・井野尾給油所
- JA伊万里波多津東部ライスセンター

## 参考資料
- 「伊万里市史 教育・人物編」（2003年（平成15年）3月31日発行, 伊万里市）p.359 - p.363